# RosUkrEnergo
RosUkrEnergo (Russisch: РосУкрЭнерго) is een bedrijf dat is geregistreerd in Zwitserland en een joint venture is tussen:
- Gazprom: in Zwitserland geregistreerd als ARosgas Holding A.G.: 50% (eerder door Gazprombank)
- Raiffeisen uit Oostenrijk: In Zwitserland geregistreerd als Centragas Holding: 50%

Het samenwerkingsverband werd opgestart in 2004 en is de opvolger van Eural TransGas dat in Hongarije was gevestigd en onder verdenking stond van criminele handel door de georganiseerde misdaad.
Tot 2006 handelde het bedrijf als bemiddelaar tussen Oekraïne en Turkmenistan met betrekking tot de leveranties van aardgas vanuit de laatste. Het bedrijf verkoopt ook Turkmeens aardgas aan Polen. Door het akkoord dat begin 2006 werd gesloten tussen Gazprom en Naftohaz behandelt het bedrijf ook al het gas dat vanuit Turkmenistan en Rusland naar Oekraïne wordt geëxporteerd.
Het bedrijf werkt samen met Naftogaz, Gazprom en Gazproms exportonderneming Gazeksport.
Tot 16 januari 2006 was Gazprombank de eigenaar van 50%, waarna Gazprom het aandeel overkocht.

## Beschuldigingen
De Financial Times beweerde op 27 juli 2005 dat RosUkrEnergo is gelinkt aan de Russische president Vladimir Poetin, de Oekraïense ex-president Leonid Koetsjma en de georganiseerde misdaad (Semjon Mogilevitsj).
Eind december 2005 beschuldigde de Oekraïense ex-premier Joelia Tymosjenko RosUkrEnergo van de gasschaarste in Oekraïne, na te hebben gezegd dat dit bedrijf en Naftogaz eerder betrokken waren bij het witwassen van geld op 29 juni 2004 en dat de stichters van RosUkrEnergode eerdere leiders waren van Naftogaz.